# Маковская, Александра Александровна
Александра Александровна Маковская (р. 30 августа 1961 года, Москва, СССР) — российский юрист, учёный-правовед. Кандидат юридических наук (1992), доцент кафедры гражданского права юридического факультета МГУ имени М. В. Ломоносова, эксперт в сфере корпоративного права. Судья Высшего арбитражного суда Российской Федерации в отставке.

## Биография

### Семья
Дочь Александра Львовича Маковского — советского и российского цивилиста, правоведа, специалиста по международному частному и гражданскому праву, одного из разработчиков Гражданских кодексов Российской Федерации, Монгольской Республики и ряда модельных нормативно-правовых актов СНГ.
Прадед Александры Александровны — художник Александр Владимирович Маковский. В числе её предков — художники В. Е. Маковский и Л. М. Жемчужников, промышленник, финансист, меценат Микаэл Овсепович Арамянц.

### Образование и карьера
В 1983 году с отличием окончила юридический факультет МГУ им. М. В. Ломоносова.
С 1983 по 1991 год работала на различных должностях в институте «Союзморниипроект» и в Министерстве морского флота СССР.
С 1991 до 1997 года — младший научный сотрудник, затем научный сотрудник отдела международного частного, иностранного и советского морского права, с 1997 по 1998 — научный сотрудник юридического отдела Отделения морского права института СоюзморНИИпроект.
С 1992 по 1998 год работала на разных должностях в Министерстве транспорта РСФСР и ОАО «Совфрахт».
С августа 1998 года по 2005 год — заместитель начальника Управления анализа и обобщения судебной практики Высшего Арбитражного Суда Российской Федерации.
В 2005 году назначена судьей Высшего Арбитражного Суда Российской Федерации, утверждена членом судебной коллегии по рассмотрению споров, вытекающих из административных правоотношений.
В 2008—2014 — участник Совета по кодификации и совершенствованию гражданского законодательства при Президенте Российской Федерации.
В 2009 году назначена председателем судебного состава Высшего Арбитражного Суда Российской Федерации по вещным правам.
В 2014 году не прошла отбор в новый состав объединённого Верховного Суда Российской Федерации.
С 2014 по 2018 год являлась руководителем отдела законодательства о юридических лицах Исследовательского центра частного права им. С. С. Алексеева при Президенте РФ.
С 18 ноября 2019 года — доцент кафедры гражданского права юридического факультета МГУ им М. В. Ломоносова.
Преподаватель Академии внешней торговли Российской Федерации.

### Награды и премии
- Почётный работник судебной системы Российской Федерации (2017)[8]
- 18 ноября 2008 года награждена ведомственной наградой Высшего Арбитражного Суда Российской Федерации — медалью «За заслуги перед судебной системой Российской Федерации II степени»[9]
- 23 января 2014 года награждена ведомственной наградой Высшего Арбитражного Суда Российской Федерации — медалью «За заслуги перед судебной системой Российской Федерации I степени»[10]
- 11 января 2017 года награждена ведомственной наградой Министерства юстиции Российской Федерации — медалью Анатолия Кони[11].

## Юридическая практика
Эксперт с более чем 25-летним стажем работы в юридической профессии, имеет высший квалификационный класс судьи.
Участник рабочих групп Совета при Президенте Российской Федерации по кодификации и совершенствованию гражданского законодательства.
Более 15 лет занималась профессиональной деятельностью в структуре Высшего Арбитражного Суда Российской Федерации, являлась судьей, председателем судебного состава. После упразднения ВАС РФ — независимый эксперт по вопросам корпоративного и гражданского права, ведёт преподавательскую деятельность в высших учебных заведениях Российской Федерации.
Принимает участие в научных дискуссиях по вопросу совершенствования правовой системы Российской Федерации.
Автор и соавтор 7 книг и более 70 опубликованных статей в сборниках и научных журналах.

### Участие в редакциях научных журналов
С 1 октября 2006 года — член редакционной коллегии журнала «Вестник гражданского права»
С 1 января 2012 года — член редакционной коллегии журнала «Хозяйство и право»

### Диссертации
- Маковская А. А. Унификация международного частного права в рамках Европейского экономического сообщества: Дисс. на соискание ученой степени кандидата юридических наук. М., 1992.

### Монографии
- Маковская А. А. Крупные сделки и порядок их одобрения акционерным обществом. М.: ЗАО «Центр деловой информации» еженедельника «Экономика и жизнь», 2004. Тираж 2000 экз.
- Маковская А. А., Новоселова Л.А Выкуп акционерным обществом своих акций. — М.: ЗАО «Центр деловой информации» еженедельника «Экономика и жизнь», 2008. Тираж 1500 экз. 90 с. ISBN 5-9034-0102-3
- Маковская А. А. Сделки с заинтересованностью и порядок их одобрения акционерным обществом. — М.: ЗАО «Центр деловой информации» еженедельника «Экономика и жизнь», 2004. Тираж 2000 экз. 138 с.
- Маковская А. А. Залог денег и ценных бумаг. — М.: Статут-М, 2000. Тираж 5000 экз. 286 с., 9,0 печ. л. ISBN 5-8354-0041-1

### Составитель и редактор
- Иванов А. А. Правовые позиции Президиума Высшего Арбитражного Суда Российской Федерации /Под ред. А. А. Иванова. Андреева Т. К., Бациев В. В., Бевзенко Р. С., Витрянский В. В., Герасименко С. А., Дедов Д. И., Дроздов И. А., Зайцева А. Г., Егоров А. В., Иванов А. А., Корнеев В. А., Лапшина И. В., Маковская А. А. — М., Статут (М), 2010. Тираж 1500 экз. 583 с., 36,0 печ. л. ISBN 978-58354-0577-0[19]
- Гражданское право: современные проблемы науки, законодательства, практики. Ем В. С., Гражданское право: современные проблемы науки, законодательства, практики: Сборник статей к юбилею доктора юридических наук, профессора Евгения Алексеевича Суханова / В. С. Ем, П. В. Крашенинников, А. Г. Долгов, А. А. Маковская. — М. : Статут, 2018. — 640 с. — ISBN 978-5-8354-1447-5
- Гражданское право: учебник: в 4т. отв. ред. Е. А. Суханов. Т.3: Общие положения об обязательствах и договорах. Договорные обязательства по передаче вещей в собственность или в пользование. 2-е изд. Перераб. и доп. В.С., Кучер А. Н., Маковская А. А., Писков И. П., Свирков С. А., Суханов Е. А., Шерстобитов А. Е., Ширвиндт А.М . — М.: Статут (М.) 2020, 480 с., 30,0 печ. л. ISBN 978-5-8354-1678-3

### Избранные публикации в научно-практических журналах
- Маковская А. А., Новоселова Л. А. Выкуп акционерным обществом своих акций //Вестник Высшего Арбитражного Суда Российской Федерации. — 2005. — №. 9. — С. 113—135[20].
- Маковская А. А. Недействительность сделки по отчуждению акций и право оспаривать решения общего собрания акционеров //Закон. — 2007. — №. 3. — С. 43-51[21].
- Маковская А. А. Реформа договорного права во Франции. Новые положения Гражданского кодекса Франции //Вестник экономического правосудия Российской Федерации. — 2016. — №. 8. — С. 76-101https://istina.msu.ru/publications/article/207983776/.
- Маковская А. А. Незавершенная Реформа Норм Гражданского Кодекса о Вещных Правах И Ипотека //Закон. — 2018. — №. 12. — С. 53-62.
- Маковская А. А. Комментарий к Постановлению Пленума Верховного Суда РФ от 26.06. 2018№ 27 «Об оспаривании крупных сделок и сделок, в совершении которых имеется заинтересованность» //Хозяйство и право. — 2018. — №. 10. — С. 3-28[22].
- Маковская А. А. Комментарий К Положениям Ст. 91 Федерального Закона «Об Акционерных Обществах» и к Положениям Ст. 50 Федерального Закона «Об Обществах С Ограниченной Ответственностью» о праве акционеров и участников общества на получение информации от общества (в Редакции Федерального закона от 29.07. 2017№ 233-Фз) //Хозяйство И Право. — 2019. — №. 4. — С. 26-54[23].